# Kotel (Krkonoše)
Kotel (německy Kesselkoppe) je výrazný vrchol ležící v nejvyšším českém pohoří Krkonoše. Nachází se v jejich západní části v okrese Semily v Libereckém kraji, jehož je nejvyšším vrcholem. Nadmořská výška 1435 m n. m. z něj činí 10. nejvyšší horu Česka. V minulosti byla nazývána též Krkonoš a Kokrháč.

## Charakteristika
Jedná se o horu, která se nachází 5 km VSV od známého lyžařského střediska Rokytnice nad Jizerou. V okolí se nacházejí jiné výrazné vrcholy, jako např. Lysá hora (1344 m n. m.), Harrachovy kameny (1421 m) nebo Vlčí hřeben (1140 m). Z jihovýchodní strany je obklopen Malou a Velkou Kotelní jámou, které jsou v zimě často ohrožovány lavinami. Jako celé Krkonoše byl Kotel vymodelován hercynským vrásněním a je složen převážně ze svoru.

## Dostupnost
Kotel je dostupný nejsnáze z Rokytnice nad Jizerou, odkud vede lanovka téměř až na vrchol Lysé hory, a odtud lze pokračovat po úbočí Kotle po červené turistické značce. Samotný vrchol je však nedostupný, jelikož leží v klidovém území Krkonošského národního parku a žádné turistické trasy na vrchol nevedou. Z druhé strany je Kotel dostupný ze Zlatého návrší, na kterém se nachází např. pramen Labe, Labská bouda či mohyla Hanče a Vrbaty na Vrbatově návrší.

## Trasy v okolí
Na svazích Kotle se nacházejí prvorepublikové bunkry (řopíky), jež jsou většinou přístupné. Na úbočí Kotle se rovněž nachází Růženčina zahrádka se záhadným kruhovým valem z kamení. Okolí nabízí mnoho možností k horským výletům. Mezi nejčastější cíle patří pramen Labe, Labská bouda, skály Violík, Sněžné jámy a další. V zimě jsou trasy upravovány rolbou, proto zdejší trasy skýtají i možnost běžeckého lyžování.